# Rubus griseus
Rubus griseus är en rosväxtart som beskrevs av Liberty Hyde Bailey. Rubus griseus ingår i släktet rubusar, och familjen rosväxter. Inga underarter finns listade i Catalogue of Life.